# Kovács Gyula (politikus)
Kovács Gyula, Strasser (Felsőireg, 1874. október 4. – Ventura, Kalifornia, 1963. október 10.) politikus, országgyűlési képviselő, Tisza István első (sikertelen) merénylője, Szunyog Mihály (1878–1971) bátyja.

## Életrajza
A Tolna vármegyei, ma Iregszemcse egyik részét képező Felsőiregen született Strasser Henrik és Ney Regina fiaként. Középiskolai tanulmányait Pécsett végezte és itt is vonult be önkéntesen a honvédségbe. Önkéntesi éve lejártával tartalékos hadnagy lett a 44. ezrednél. Ezután Bécsben tanult az agrártudományi egyetemen (Hochschule für Bodenkultur), majd gazdasági tanulmányútra ment külföldre. Hazatérte után Tolna vármegyében intenzív gazdálkodásba kezdett és csakhamar a helyi gazdák szószólója lett. Agrárpolitikusként a Nagyatádi Szabó István vezette, 1909-ben alakult Országos 48-as Függetlenségi Gazdapárt színeiben az 1910-es választásokon jutott országgyűlési képviselői mandátumhoz a gyomai kerületben. A Gazdapártból azonban csakhamar átült a Justh Gyula vezette Függetlenségi és 48-as (Justh) Párt frakciójába.
1912. június 4-én az ellenzéki obstrukciót rendszeresen durván és erőszakosan letörő Tisza István házelnök a véderőtörvényt önkényesen elfogadtatta, a feldühödött ellenzéki képviselőket pedig karhatalommal kivezettette a parlament ülésterméből. Kovács, az elsők között kitiltottak egyike pár nappal később, június 7-én egy revolverrel a kezében hirtelen berontott az ellenzéktől mentes terembe és az újságírói karzatról leugorva a padsorok között rohanva, magából kikelve „Van még itten egy ellenzéki képviselő!” felkiáltással háromszor is rálőtt a házelnökre, aki a döbbenettől mozdulni sem tudott. Egyik lövés sem talált (a golyók nyoma ma is látszik a faburkolaton). Mikor negyedszerre is meghúzta a ravaszt, már saját fejére célzott, fegyvere gyenge lőerejének köszönhetően azonban tettét maradandó károsodás nélkül túlélte, a golyót is sikeresen kioperálták a koponyájából. Tisza az esetet követően folytatta az aznapi ülést.
Kovácsot ezt követően bíróság elé állították, ahol „mélyebb öntudatzavarra” hivatkozva végül is felmentették. 1939-ben Amerikába emigrált. 1963-ban, a kaliforniai Venturában halt meg.